# يوهان أولفيسون
يوهان أولفيسون (بالسويدية: Johan Ulveson)‏ هو ممثل سويدي، ولد في 30 مايو 1954 بستوكهولم في السويد.

## وصلات خارجية
- يوهان أولفيسون على موقع IMDb (الإنجليزية)
- يوهان أولفيسون على موقع روتن توميتوز (الإنجليزية)
- يوهان أولفيسون على موقع ألو سيني (الفرنسية)
- يوهان أولفيسون على موقع ميوزك برينز (الإنجليزية)
- يوهان أولفيسون على موقع تيرنر كلاسيك موفيز (الإنجليزية)
- يوهان أولفيسون على موقع أول موفي (الإنجليزية)
- يوهان أولفيسون على موقع قاعدة بيانات الأفلام السويدية (السويدية)
- يوهان أولفيسون على موقع قاعدة بيانات الفيلم (الإنجليزية)